# Preonzo
Preonzo är en ort i kommunen Bellinzona i kantonen Ticino, Schweiz. 
Preonzo var tidigare en egen kommun, men den 2 april 2017 inkorporerades Preonzo och elva andra kommuner i Bellinzona.